# Bertha Beckmann
Pour les articles homonymes, voir Beckmann.
Bertha Beckmann, ou Wehnert-Beckmann, née 25 janvier 1815, morte le 6 décembre 1901, est une photographe allemande. Elle semble avoir été la première femme photographe professionnelle d'Allemagne, et peut-être aussi la première femme photographe professionnelle au monde, puisqu'elle est active à partir de 1843, quelques années avant Brita Sofía Hesselius et Geneviève Élisabeth Disdéri. Avec son mari, elle ouvre un studio à Leipzig en 1845 et dirige seule l'entreprise à partir de la mort de celui-ci en 1847.

## Biographie
Née à Cottbus en 1815, dans le Brandebourg, Wehrnert-Beckmann travaille d'abord comme coiffeuse à Dresde en 1839. Entendant parler du procédé photographique mis au point par Nicéphore Niépce et Louis Daguerre, le daguerréotype, elle réussit à se faire initier à cette technique par des daguerréotypistes itinérants. En 1842, elle complète son apprentissage chez un professionnel installé à Prague, Wilhem Horn,,.
Elle pratique ces techniques comme photographe itinérante à partir de 1843. En 1845, avec un autre photographe, Eduart Wehnert, elle ouvre un studio à Leipzig. Elle est considérée comme une des premières femmes photographes professionnelles connues. Elle se marie avec Eduart Wehnert cette même année 1845. Après la mort de son mari en 1847, elle continue à gérer l'entreprise sous le nom de Bertha Wehnert-Beckmann,. En 1849, elle se rend aux États-Unis et ouvre des studios à New York, d'abord au 62 White Street, puis au 385 Broadway,. Elle s’y intéresse aux calotypes. Elle retourne à Leipzig en 1851 après avoir confié ses affaires new-yorkaises à son frère. En 1866, elle transfère son établissement, prospère, dans la Elsterstraße de Leipzig. Elle y emploie plusieurs personnes. Son studio devient l'une des adresses les plus remarquées de la ville. Elle arrête l’activité de son studio en 1882 à l'âge de 67 ans, et meurt en 1901.

## Œuvres
Lorsqu'elle travaille à New York, des personnalités telles que le président Millard Fillmore, des ambassadeurs et d'autres politiciens sont venus dans son studio pour être photographiés. De retour à Leipzig, elle est la première de sa ville à se lancer dans la photographie de nus. Intéressée par les innovations, elle a été aussi une pionnière sur la pratique de tirage sur papier. Elle a également ajouté une liste de personnalités à son portfolio après son retour en Allemagne. Parmi ces personnes figurent Clara Schumann, Johannes Brahms et d'autres. En outre, on lui attribue certaines des toutes premières photographies d'architecture de Leipzig, notamment dans la période 1855-1860. Elle s'est tenue au courant des innovations dans le domaine de la photographie, notamment en s’initiant à la stéréoscopie, dès son invention, ou en pratiquant les calotypes. Dans la réalisation de portraits, une de ses spécialités, elle a mis au point un mode d’expression spécifique reposant sur le réglage de la lumière, sur la mise en scène, et le choix de postures calculées, bien que semblant naturelles.